# Bloqueo de Portobelo
El bloqueo de Portobelo fue una acción naval fallida emprendida por Gran Bretaña contra el puerto español de Portobelo (en la actualidad, en Panamá) entre 1726 y 1727 como parte de la guerra anglo-española de 1727-1729.

## Bloqueo

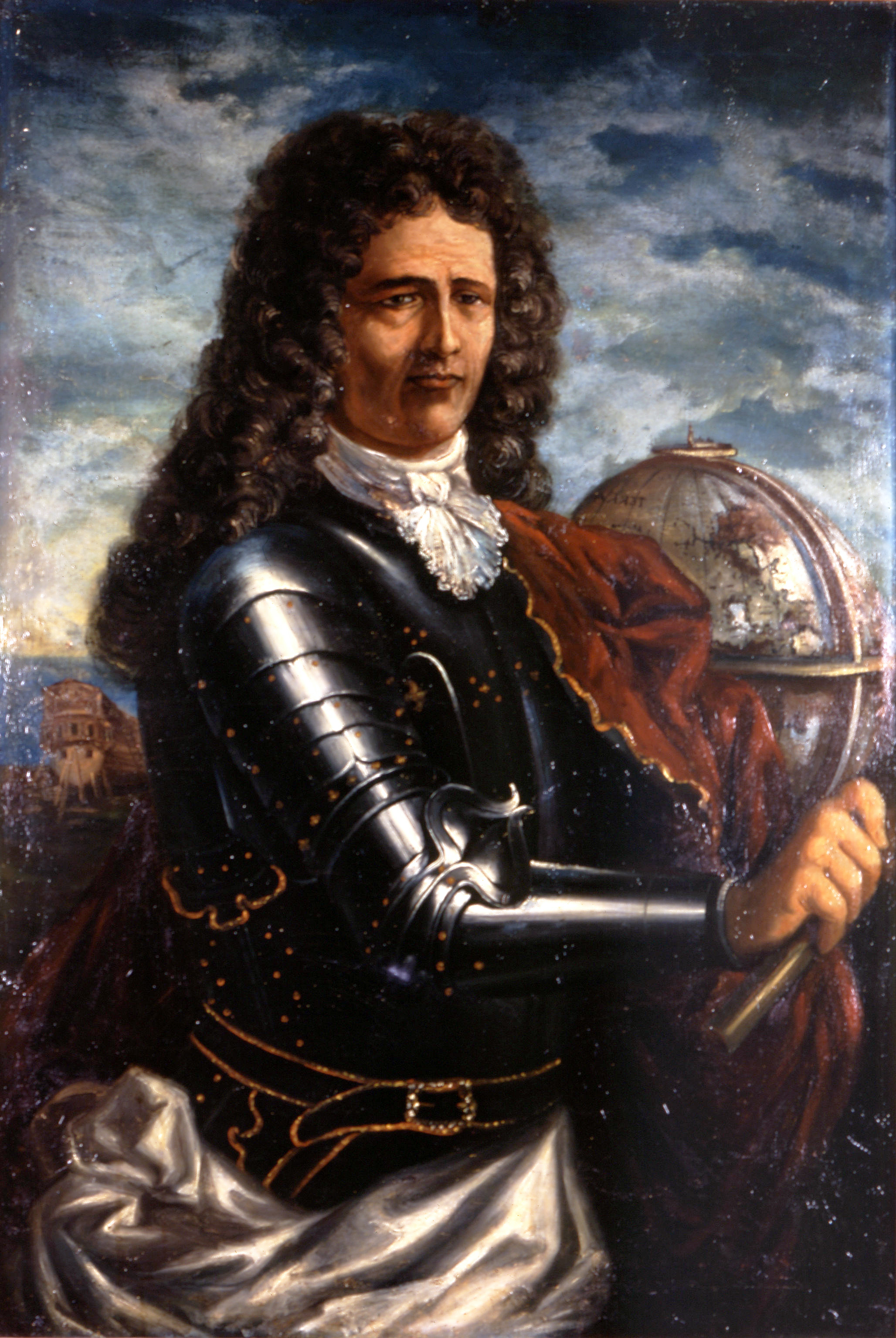
Antonio Gaztañeta, fue el comandante español en el Bloqueo de Portobelo.

Los británicos intentaron bloquear el puerto para impedir que los convoyes del tesoro americano partieran hacia España. Tras meses de una operación inefectiva y costosa, durante la cual ningún arma británica fue disparada, por orden del Almirantazgo, los británicos finalmente se retiraron con un total de unos 3000 a 4000 hombres de un total de 4750 debido a enfermedades tropicales.

### Flota británica
La flota británica estaba compuesta por 20 barcos, entre los que se encontraban:
- HMS Breda, 70 cañones, buque insignia.
- HMS Berwick, 70 cañones.
- HMS Lenox, 70 cañones.
- HMS Superb, 64 cañones.
- HMS Dunkirk, 60 cañones.
- HMS Nottingham, 60 cañones.
- HMS Rippon, 60 cañones.
- HMS Portland, 50 cañones.
- HMS Tiger, 50 cañones.
- HMS Dragon, 50 cañones.
- HMS Diamond, fragata.
- HMS Greyhound, balandra.
- HMS Happy (¿Return?), esnón.

## Consecuencias
Este desastre provocó un escándalo en Gran Bretaña y Hosier se convirtió en un chivo expiatorio fácil, siendo culpado por la falta de iniciativa, aunque en realidad tenía las manos atadas por las órdenes del Almirantazgo, debido al deseo de Walpole de evitar in extremis la guerra con España.
A comienzos de la guerra del Asiento (1739–1742), la catástrofe aún no se había olvidado, por lo que la toma de Portobelo por parte del almirante Vernon el 21 de noviembre de 1739 con solo seis naves provocó una alegría incontenible en el pueblo británico, e inspiró la composición del himno patriótico Rule, Britannia! Britannia Rules the Waves! Por su parte, el poeta Richard Glover escribió una graciosa balada, Admiral Hosier's Ghost, que azuzó aún más los sentimientos antiespañoles, pero que fue concebida principalmente para avergonzar a Walpole y la facción contraria a la guerra por sus órdenes de 1726 de inacción, que supusieron la perdición de Hosier y sus hombres.